# AFTER THE BIRTH
『AFTER THE BIRTH』（アフター・ザ・バース）は、日本のシンガーソングライターである尾崎豊のミュージック・ビデオ。
2001年10月24日にソニー・ミュージックレコーズよりDVDでリリースされている。

## 解説
1991年に行われた「BIRTH TOUR」から、5月20日の横浜アリーナと8月27日の郡山市民文化センターのライブ映像を中心に、インタビュー映像やアルバム『誕生』（1990年）用に制作されたイメージ映像のほか、新たに制作されたイメージ映像、また10月30日の代々木オリンピックプールでの公演前の楽屋でのオフショット映像などで構成されている。
もともとは1998年にSKY PerfecTV!で放送された「19651129-19920425」という90分の番組を、新たに60分に再編集したものである。構成の変更により、横浜アリーナのライブ「誕生」が本作ではカットされた。
このDVDに収録された映像は、1999年に行われた尾崎のバースデイイベントのために制作されたもので、2001年4月25日（尾崎の命日）には映画『LOVE SONG』のイベントにて再度公開されている。

## 収録曲
全曲、作詞・作曲：尾崎豊
1. OPENING (DANCE HALL) - 1991年10月30日に行われた代々木オリンピックプールでの最終公演ライブの音源が使用されている（ライブ映像は流れない）。
2. LIVE & INTERVIEW
  - FIRE (LIVE AT YOKOHAMA ARENA ON MAY 20TH,1991)
  - DRIVING ALL NIGHT (LIVE AT YOKOHAMA ARENA ON MAY 20TH,1991)
  - 十七歳の地図 (LIVE AT KOURIYAMA SHIMIN BUNKA CENTER ON AUGUST 27TH,1991)
3. I LOVE YOU (VIDEO CLIP,1996)
4. 僕が僕であるために (LIVE AT KOURIYAMA SHIMIN BUNKA CENTER ON AUGUST 27TH,1991)
5. 卒業 (LIVE AT KOURIYAMA SHIMIN BUNKA CENTER ON AUGUST 27TH,1991)
6. KISS (LIVE AT YOKOHAMA ARENA ON MAY 20TH,1991)
7. FREEZE MOON (LIVE AT YOKOHAMA ARENA ON MAY 20TH,1991)
8. シェリー (LIVE AT YOKOHAMA ARENA ON MAY 20TH,1991)
9. ENDING (OH MY LITTLE GIRL)